# Chaetocercus
Chaetocercus – rodzaj ptaków z podrodziny kolibrów (Trochilinae) w rodzinie kolibrowatych (Trochilidae).

## Zasięg występowania
Rodzaj obejmuje gatunki występujące w Ameryce Południowej (Kolumbia, Wenezuela, Trynidad, Ekwador, Peru i Boliwia).

## Morfologia
Długość ciała 5,8–8,5 cm.

## Systematyka

### Etymologia
- Chaetocercus: gr. χαιτη khaitē „długie, faliste włosy”; κερκος kerkos „ogon”[7].
- Acestrura: gr. ακεστρα akestra „igła”; ουρα oura „ogon”[8]. Gatunek typowy: Ornismyia mulsant Bourcier, 1843.
- Osalia: etymologia nieznana; zgodnie z innymi nazwami tych autorów nazwa ta może odnosić się do świętego lub bohatera Francji, choć może to też być błąd drukarski w słowie Rosalia[9]. Gatunek typowy: Ornismya jourdanii Bourcier, 1839.
- Polymnia: w mitologii greckiej Polymnia lub Polihymnia (gr. Πολυμνια Polumnia, łac. Polyhymnia), ukoronowana klejnotem muza poezji lirycznej i nauki[10]. Gatunek typowy: Ornismyia mulsant Bourcier, 1843.
- Polyxemus: w mitologii greckiej Poliksena (gr. Πολυξενη Poluxenē) była trojańską księżniczką znaną ze swojej piękności (por. w mitologii greckiej Poliksenus był etolskim księciem podczas oblężenia Troi; gr. πολυξενος poluxenos „bardzo gościnny”, od πολυς polus „bardzo”; ξενιος xenios „gościnny”)[11]. Gatunek typowy: Chaetocercus bombus Gould, 1871.

### Podział systematyczny
Do rodzaju należą następujące gatunki:
- Chaetocercus mulsant (Bourcier, 1843) – brzęczek białobrzuchy
- Chaetocercus bombus Gould, 1871 – brzęczek trzmieli
- Chaetocercus heliodor (Bourcier, 1840) – brzęczek kryzowany
- Chaetocercus astreans (Bangs, 1899) – brzęczek kolumbijski
- Chaetocercus berlepschi Simon, 1889 – brzęczek oliwkowy
- Chaetocercus jourdanii (Bourcier, 1839) – brzęczek rdzawosterny